# Eurycope cornuta
Eurycope cornuta är en kräftdjursart som beskrevs av Sars 1864. Eurycope cornuta ingår i släktet Eurycope och familjen Munnopsidae. Arten är reproducerande i Sverige. Inga underarter finns listade i Catalogue of Life.